# Alstroemeria polyphylla
Alstroemeria polyphylla es una especie fanerógama, herbácea, perenne y rizomatosa perteneciente a la familia de las alstroemeriáceas. Es endémico de Perú y del norte de Chile. Es un geófito tuberoso y crece principalmente en el bioma desértico o de matorrales secos.

## Distribución
Chile contiene unos 58 taxones Alstroemeria, de los cuales más del 80% son endémicos del ambiente mediterráneo de Chile central. A. polyphylla está adaptadas y es endémica del desierto de Atacama, una de las partes más secas del planeta. La disponibilidad de agua puede afectar la morfología de la planta incluyendo siendo la especie con los granos de polen de menor tamaño resultante de las condiciones secas del suelo y una depresión general de la síntesis y el crecimiento durante el inicio de la meiosis.

## Taxonomía
Alstroemeria paupercula fue descrita por primera vez Rodolfo Amando Philippi, y publicado por primera vez en la publicación Florula Atacamensis seu Enumeriatio en 1860.
Etimología
Alstroemeria: nombre genérico que fue nombrado en honor del botánico sueco barón Clas Alströmer (Claus von Alstroemer) por su amigo Carlos Linneo. 
polyphylla: epíteto latín poli, 'muchos' y phyllon, 'hoja' que puede referirse a la hoja dividida en muchos folíolos.